# Diocèse de l'Aude
Cet article court présente un sujet plus développé dans : Diocèse de Carcassonne, Ancien archidiocèse de Narbonne et Ancien diocèse d'Alet.
Le diocèse de l'Aude ou, en forme longue, le diocèse du département de l'Aude est un ancien diocèse de l'Église constitutionnelle en France.

## Historique
Créé par la constitution civile du clergé de 1790, il est supprimé à la suite du concordat de 1801. Il couvrait le département de l'Aude. Le siège épiscopal était Narbonne.